# Дхакараму
Дхакараму — (ధకారం, англ. Dhacāram, дха-буква) — дха, 32-я согласная буква слогового алфавита телугу, обозначает придыхательный звонкий альвеолярный взрывной согласный. В названии కారం (cāram) означает буквально «буква», «-му» — суффикс существительного, опускаемый в санскрите, но обязательный в телугу.
Надстрочный контактный диакритический знак (надстрочная часть буквы) в виде «✓» называется талакатту и обозначает короткий гласный «а» (аналогично క, గ — «ка», «га» или చి, చు — «чи», «чу» (в последнем случае талакатта сохраняется, но не произносится)).
Подстрочный знак обозначает придыхание (ఒత్తు) и называется జడ (jada), ఒత్తు (ottu) или వొత్తు (vottu). В английском знак называют вертикальным мазком или чертой (vertical stroke). Данный знак является необходимым (ср. ధ ↔︎ ద), как и у всех остальных букв, обозначающих придыхательные звуки и требующих соответствующей маркировки (исключением является буква ఖ (кха), которая по начертанию отлична от క (ка).
Буква произносится похоже на английское dha в ad-here, однако следует учитывать, что звук «д» в телугу мягче, чем в английском.
Акшара-санкхья — 9 (девять).
Подстрочная форма написания дхаватту и кхмерский тьенг тхо:

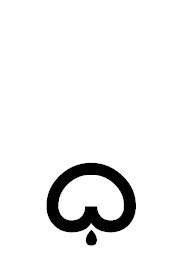
Дхаватту (телугу)
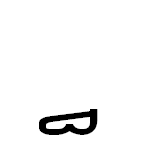
Тьенг тхо (кхмерский)